# ジェイキャスエアウェイズ
株式会社ジェイキャスエアウェイズは、航空事業を行うために設立された日本の株式会社。ターボプロップ機を用いて関西・中部と地方都市を結ぶ国内線空路を開設予定。

## 概要
2026年春の営業運航開始を目指す航空準備会社である。当初「ジェイ・キャス株式会社」として2018年に設立。その後経営体制の変遷とともに同所在地において2020年にジェイキャス航空株式会社、2023年に株式会社ジェイキャスエアウェイズと新たな法人が設立され、同年にリニューアルされた公式サイトではジェイキャスエアウェイズが事業体として明記されている。
関西国際空港発着で富山と米子へ就航し、その後は富山から中部と福岡、関西から松山への進出が計画されている。機材はATR 72-600型をリース契約で2機導入する計画である。運賃はJRの特急程度を予定しており、従業員100人規模の会社を目指している。
関西空港路線開設によって、インバウンドの受け入れにまだ余裕のある富山県へ観光客を取り込むことや、北陸新幹線金沢開業でそれ以前より関係性の薄まった関西圏と北陸との交流の強化、新幹線の空白地区に航空路線を開設することで新たな需要を創出することなどが期待されている一方、過去の航空準備会社の例から資金調達や、就航実績がないことによる国土交通省の事業許可、運航認可に関して難航が予想されている。

## 沿革
創業者の白根清司は、1975年4月から1997年5月まで日本航空に勤務したたのちスカイマーク設立にも関わり、2001年5月には航空専門コンサルタント会社を神戸市に設立し本人もコンサルタントとして活動していたところ、2018年10月23日にジェイ・キャスを立ち上げた。白根は、日本の航空路線が羽田中心で、関西・中部地域と地方（特に北陸・山陰地域）を結ぶ航空インフラが不十分であることや、自然災害による鉄道運休時に備えた代替ルートとして航空路線を整備するべきということを指摘しており、これを受けて当社では近距離航空路線をターボプロップ機を用いて運航する計画を明らかにした。
2019年10月28日、富山県富山市のANAクラウンプラザホテル富山にて就航計画などに関する説明会を開催した。三協立山やトナミホールディングス、北陸銀行、YKKなど30の県内外の企業・団体から約40人が出席する中、当面の運転資金の5億円を含め複数の富山県内企業から10億 - 15億円の出資を受け、残りは政府系金融機関などから借り入れや出資を受け合計30億円を調達すると説明した。また現行社員数は3人だが、自衛隊の退役パイロットなども採用し初年度までに社員数104人を目指すと表明した。
初年度は76席のATR 72または86席のデ・ハビランド・カナダ DHC-8（旧ボンバルディアDHC-8-Q400）いずれかのターボプロップ機の新造機を2機リースし、関西 - 富山（4往復/日）・能登（1往復/日）・米子（3往復/日）、岩国（2往復/日）に、次年度には22年秋に富山や大阪に事業所を開設し、機材を2機増やしたりして、富山 - 中部（4往復/日）・新潟（2往復/日）・仙台（2往復/日）に就航する計画を明らかにした。
機材整備についてはANAホールディングス傘下のMROジャパンや、JALグループの日本エアコミューターなどへ委託を検討、グランドハンドリングは他社へ委託の場合割高になる場合もあることから関西や富山では自社で行う方向とした。
富山空港に関しては「富山の真ん中にありアクセスが便利だが、十分に活用されていない」、関西空港に関しては羽田の14都市と比べても際だって多いアジア64都市への路線があることを評価し、関西、中部両空港を利用する多くの訪日外国人客誘引への期待を表明。関空、中部便とも運賃はJR並みに設定し、またLCCとは異なる、JRの特急のように変動の少ない運賃を設定することで、既存交通機関に対し両空港とも50 - 60分の飛行時間という時間的な優位性を打ち出すと述べた。収益計画としては、搭乗率60％を前提に、初年度の目標売上高を約31億円、2年目に黒字転換し売上高66億円、営業利益4億円、3年目に累積損失を解消し5年目に売上高約129億円との見込みを発表した。
経営体制の強化を図るため、2023年に株式会社ジェイキャスエアウェイズを新たに設立し、同年9月1日に起業家の梅本祐紀が共同代表取締役に就任し2代表制となった。2024年11月13日、富山空港の路線拡充や地域活性化を目的として富山県との間で連携協定を締結した。

## 就航予定路線
2025年1月時点

### 就航準備中
- 関西国際空港 - 富山空港
- 関西国際空港 - 米子空港

### 就航計画中
- 富山空港 - 中部国際空港
- 富山空港 - 福岡空港
- 関西国際空港 - 松山空港

## 機材

### 導入予定
ATR 72-600
2024年11月にシンガポールの旅客機リース会社Avation PLCとリース契約を締結し、2025年10月に受領予定。